# Something Necessary
Something Necessary es una película dramática keniana de 2013 dirigida por Judy Kibinge. Se proyectó en la sección Contemporary World Cinema del Festival Internacional de Cine de Toronto de 2013.

## Sinopsis
Kenia 2007: tras los resultados de las controvertidas elecciones presidenciales, estalla una violencia generalizada. Pandillas de jóvenes desempleados incitados por los políticos toman las calles en todo el país.
Anne despierta del coma en el hospital y descubre que la vida que tenía antes ya no existe. Su esposo murió y fue enterrado antes de que ella tuviera la oportunidad de llorarlo. Su hijo Kitur está en coma y The Haven, su hogar y granja, han sido objeto de vandalismo y saqueos. Ha pasado de ser enfermera, esposa y madre a una viuda desempleada con un hijo hospitalizado que lucha por reconstruir su granja.
Es más, ahora es una mujer kikuyu que vive en la tierra de Kalenjin, cuya hermana cree que no pertenece a ese lugar y que debería regresar a casa para estar entre su propia gente. Pero en lo que respecta a Anne, está en casa y no permitirá que nadie la ahuyente.
En un pueblo no muy lejos de The Haven, Joseph, también se está enfrentando a la violencia postelectoral. Muy agobiado por la culpa que le provocó su participación en la ella, busca desesperadamente seguir adelante, pero su pandilla no se lo permite. Obligado a dejar la escuela porque su madre no puede pagar la matrícula, busca sin éxito diversas formas de empleo. Saca fuerzas de un incipiente romance con Chebet y del sueño de un nuevo comienzo con ella.
Una vez recuperada, Anne afronta la ardua tarea de reconstruir su vida. The Haven viene a simbolizar todo lo que perdió y su búsqueda para reconstruirlo se convierte en algo cada vez más necesario. Los intentos de pedir dinero prestado a su cuñado y luego a su antiguo lugar de trabajo, fracasan. Por último, vende el coche de su marido y la reconstrucción tiene un comienzo prometedor.
Aunque la Comisión de Investigación del gobierno sobre la violencia está viajando por el país recolectando relatos de testigos de la violencia, Anne no considera testificar. Joseph también se entera de la comisión, pero cree que no tiene sentido testificar contra sus torturadores, diciéndole a Chebet: "Todo lo que hicieron ellos, yo también lo hice". Pierde su trabajo en una fábrica de almacenamiento de maíz cuando la pandilla lo ataca, dejándolo postrado en cama, pero luego encuentra trabajo a tiempo parcial como recolector de carga. Este trabajo lo lleva a la granja de Anne, donde la reconoce y de forma anónima comete un acto de bondad para ayudarla a prepararse para el regreso de su hijo del hospital.
El despertar de Kiturs del coma llena a Anne de esperanza. Sin embargo, no pasa mucho tiempo antes de que comience a encontrar nuevos obstáculos. A medida que su optimismo implacable da paso lentamente a la depresión, las facturas de construcción aumentan y su hijo se transforma en un preadolescente hosco y resentido. Anne necesita un milagro.
A medida que la película llega a su fin, Joseph observa a su madre trabajar y se pregunta cuál es el sentido de todo. Decide deshacerse de su pasado violento y dejar el pueblo para comenzar una nueva vida en Nairobi con la chica de sus sueños. Mientras esto sucede, Anne encuentra su fe restaurada inesperadamente a través de un regalo anónimo que le da el valor y la fuerza que tanto necesita para levantarse, enfrentar su pasado y seguir adelante.

## Elenco
- Susan Wanjiru como Anne
- Kipng'eno Kirui Duncan como Chepsoi
- Hilda Jepkoech como Chebet
- Carolyne Chebiwott Kibet como Jerono
- Anne Kimani como Gathoni
- Walter Lagat como Joseph
- David Kiprotich Mutai como Lesit
- Chomba Njeru como Karogo
- Benjamin Nyagaka como Kitur

## Recepción
KenyaBuzz elogió la película por elevar los estándares del cine keniano y dijo: "En términos de calidad, creo que es seguro decir que el cine keniano nunca volverá atrás". La revisión también consideró que las audiencias pueden encontrar partes de la historia abrumadoras: "Hay varios momentos en los que la emoción no puede ser contenida, incluida una escena de aborto muy vergonzosa que seguramente atormentará al público durante días".